# Quai Saint-Michel
Der Quai Saint-Michel ist eine Straße am Seineufer im 5. Arrondissement von Paris.

## Lage
Der Quai beginnt am Place du Petit Pont bei der Petit Pont und führt in westlicher Richtung zum Place Saint-Michel bei der  Pont Saint-Michel.

## Namensursprung
Der Name wurde wegen der Nähe zur Brücke gleichen Namens gewählt. In der Nähe befand sich außerdem die ehemalige Chapelle Saint-Michel du Palais.

## Geschichte
In der Gründungsschrift vom 22. April 1769 hatte man zuerst den Namen Quai de Montebello (Erlass vom 25. März 1811) vorgesehen, doch eröffnet wurde er als Quai Saint-Michel und behielt den Namen bis 1928. Er wurde dann kurz René Viviani genannt, was aber schon am 31. Januar 1929 wieder geändert wurde.
Erste Beschlüsse zum Bau der Straße aus dem Jahr 1767 blieben ohne Ergebnis. Die Arbeiten wurden erst 1812 (Erlass vom 25. März 1811) aufgenommen und der Quai 1816 für den Verkehr freigegeben.
Unter dem Bürgersteig an der Seine mit der Balustrade, auf der die Bouquinistes ihre Auslagen haben, befindet sich die Promenade René Capitant.

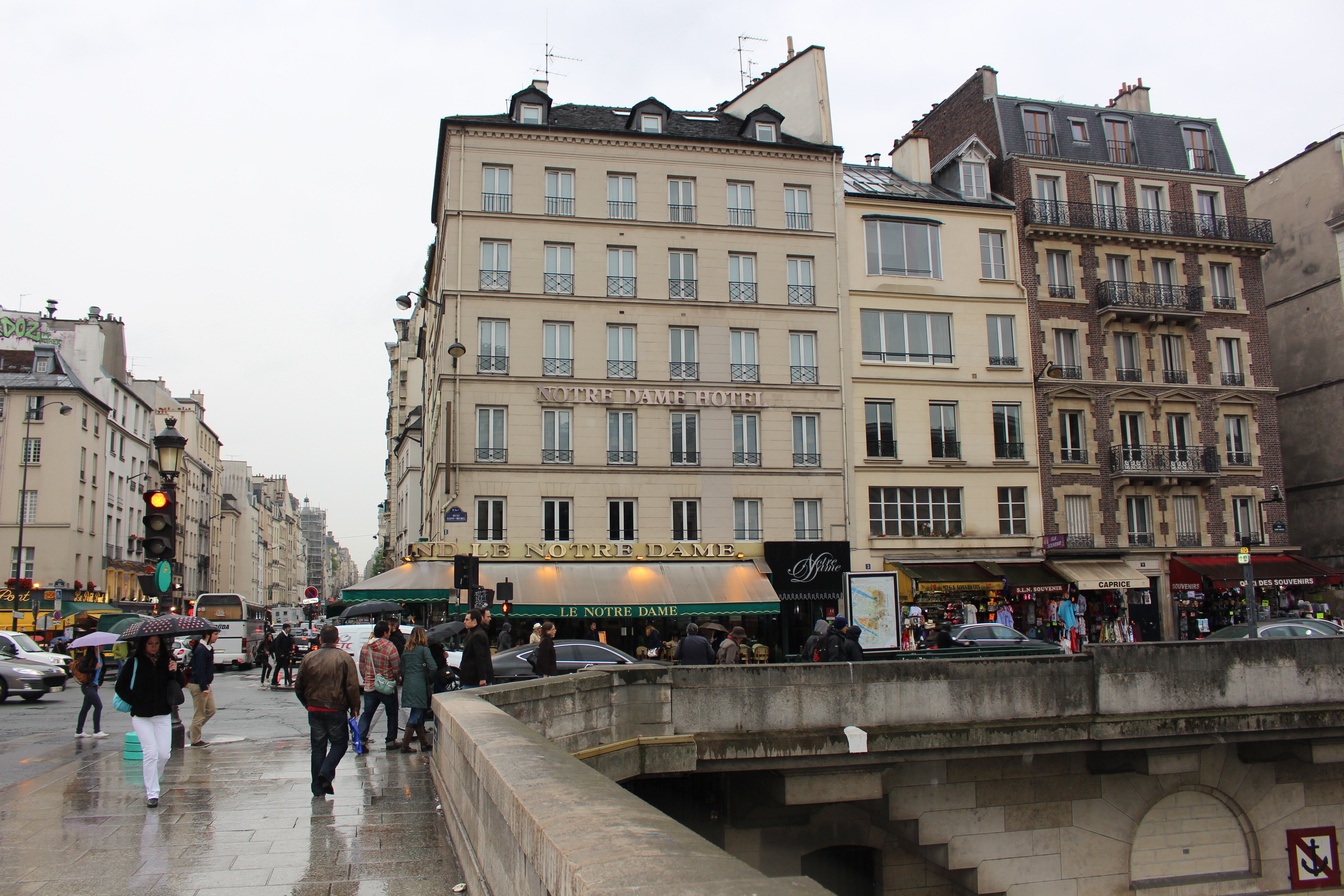
1, 3/7 und 9 Quai Saint-Michel, 2014

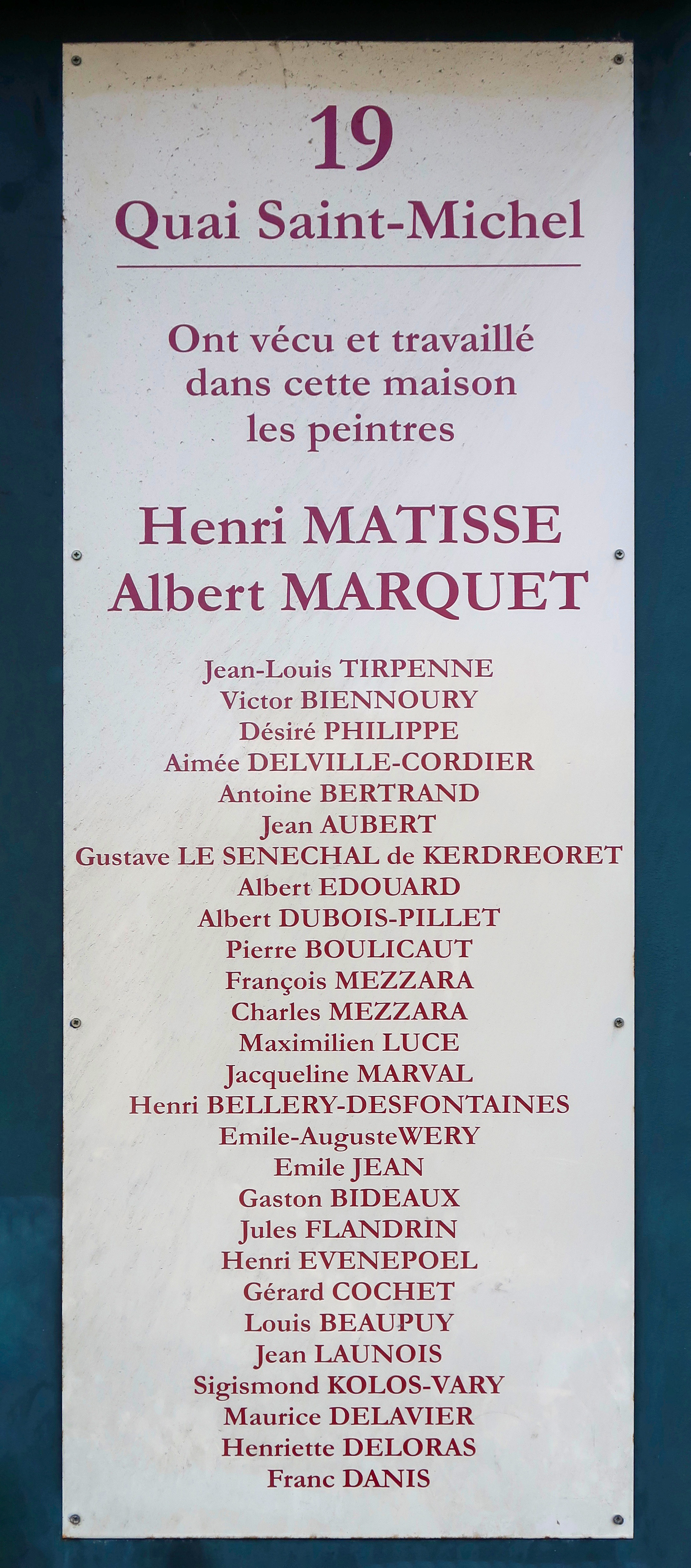
Hinweistafel an Nr. 19: Atelier und Wohnung von Henri Matisse und Albert Marquet

## Sehenswürdigkeiten
- Nr. 1 (Nr. 2 Place du Petit Pont): Im Café des Hotels Notre-Dame Saint Michel wurde am 8. November 1948 die Cobra-Bewegung gegründet. Die Zimmer des Hotels wurden vom französischen Modedesigner Christian Lacroix, einem Spezialisten für Design und Inszenierung, renoviert und dekoriert.
- Nr. 13: Das Gebäude aus dem 18. Jahrhundert ist das erste, das hier gebaut wurde.[3]
- Nr. 15: Haus aus der Zeit Heinrichs IV. (1553–1610)[4], in dem sich das Hôtel Les Rives de Notre-Dame, früher Hôtel de Suisse (1880 Hôtel de Suisse und Côte d'Or), befand. François-Fortuné Guyot de Fère erwähnt das Haus in seinem Annuaire des artistes français von 1832 als Wohnsitz des Kupferstechers Achille Désiré Lefèvre. 1959 wählte Jean-Luc Godard das Hôtel de Suisse als realen Schauplatz für die Dreharbeiten zu bestimmten Szenen seines Films „Außer Atem“, mit Jean Seberg und Jean-Paul Belmondo in den Hauptrollen. Das Innere von Raum 12 war einem Atelier nachempfunden.[5]
- Nr. 19: Mietshaus aus der ersten Hälfte des 19. Jahrhunderts, dessen Nebengebäude die Adressen Nr. 22 und 24 Rue de la Huchette haben. Die Hauptfassade mit Blick auf die Seine zeichnet sich durch eine Arkade mit fünf gewölbten Buchten aus. Es hat eine Höhe von drei Stockwerken mit fünf Erkern über dem Erdgeschoss und dem Zwischengeschoss sowie einem Dachgeschoss, das zu Wohnungen umgebaut wurde. – In dem Haus wohnten und arbeiteten viele Künstler, wie eine Plakette am Eingang anzeigt.
Zum Beispiel:
Albert Dubois-Pillet (1846–1890), der Soldat und pointillistische Maler hatte dort ein Atelier, bevor er 1889 nach Puy versetzt wurde.
Henri Matisse (1869–1954) besaß von 1895 bis 1907 ein Atelier im dritten Stock, ab 1913 dann im vierten.[6]
Henri Bellery-Desfontaines (1867–1909) hatte hier sein Atelier von 1895 bis 1901.[7]
Albert Marquet (1857–1947) bezog das von Matisse im Januar 1908 freigegebene Atelier.
- Nr. 23: Joseph Gibert richtete 1886 hier gegenüber seine Bücherkiste[8] ein, die Grundlage für spätere Buchhandlung Gibert Jeune.[9]
- Nr. 29: Das 1867 an der Stelle eines früheren Eckhauses errichtete Gebäude[10] mit gemischter Nutzung stand sowohl auf dem Quai als auch auf der ehemaligen Place du Pont Saint-Michel und trug die letzte Nummer des Quai, nämlich Nr. 25 im Jahr 1844 und Nr. 27 im Jahr 1855.[11] Der 1855 eröffnete neue Platz erhielt 1865 den Namen Place Saint-Michel. Die Fassaden der Gebäude, die damals rund um diesen Platz entstanden, wurden einer architektonischen überarbeitet und behalten bis heute ihre identischen Fassaden. Das 1867 erbaute neue Eckgebäude erhielt die Nr. 29 Quai Saint-Michel und Nr. 1 Place Saint-Michel.
Am 5. Mai 1886 starb in diesem Haus der Rechtsmediziner und Facharzt für Psychiatrie und Psychotherapie Henri Legrand du Saulle (1830–1886), Chefarzt der Salpétrière, Offizier der Ehrenlegion.